# 검은말 이야기
검은말 이야기(영어: Black Beauty)는 영국의 작가 안나 스웰이 1877년에 쓴 소설이다.

## 등장인물
- 블랙 뷰티
- 롭 로이
- 진저
- 더체스
- 농부 그레이
- 더슬러스 고든
- 조지 고든
- 존 맨리
- 제임스 하워드
- 메리레그즈
- 올리버
- 조세프 그린

## 줄거리
뷰티와 진저는 백작 부인의 마차를 끄는 일을 맡게 된다. 백작 부인은 말이 마차를 끄는 모양새를 중요시하는 인물이라 2마리의 말에게 제지 고삐를 매게한다. 제지 고삐에 진저리를 치는 진저는 몇달간 얌전히 참다가 마침내 마구 날뛰어서 마차를 부숴버린다.